# Ahmad Motevaselian
Ahmad Motevaselian (en persan: أحمد متوسلیان), né le 11 mars 1954 à Téhéran, est un militaire iranien. Il figurait parmi les quatre Iraniens enlevés au Liban en 1982. Pendant la guerre Iran-Irak, il était commandant de l'armée des Gardiens de la Révolution islamique.

## Biographie
Ahmad Motevaselian est né en 1954 au sud de Téhéran dans une famille religieuse.

## Activités politiques

### Avant la révolution de la République islamique d'Iran
Pendant le service militaire, il a exprimé son opposition au régime du Chah. Après avoir terminé son service militaire, il a été employé dans une entreprise privée, et après quelques mois, il a été transféré à Khorramabad et là il a continué ses activités politiques. En 1975, il a été arrêté et emprisonné par la SAVAK pendant cinq mois au château Falak-ol-Aflak.

### Après la révolution
Après la révolution de la république Islamique d'Iran, il a créé le Comité de la République islamique dans son quartier, et plus tard il a rejoint au Corps des Gardiens de la révolution islamique. Il eut un rôle important dans la libération de Khorramshahr.

## Au Liban
Après la libération de Khorramshahr en 1982, il part au Liban. Selon l'ouvrage dirigé par le professeur iranien Houchang Chehabi à l'université de Boston, Distant relations, Iran and Lebanon in the last 500 years (Des relations distantes, l'Iran et le Liban, au cours des 500 dernières années), Ahmad Motevaselian était en fait commandant de la 27e brigade de l'armée iranienne. Il avait été envoyé à Beyrouth en juin de la même année par l'ayatollah Khomeyni pour contrer l'invasion israélienne. C'est depuis Damas, où il se trouvait, qu'il a appris que l'armée israélienne encerclait l'ambassade d'Iran. Il était accompagné du chargé d'affaires iranien, Seyed Mohsen Moussavi, du chauffeur Taqi Rastegar et d'un photographe de l'agence nationale iranienne.
Le 5 juillet 1982, quatre diplomates iraniens ont été enlevés dans le nord de Beyrouth, par des phalangistes.

### Film
Debout dans la brume est un film iranien réalisé par Mohammad Hossein Mahdavian à propos de Ahmad Motevaselian, sorti en 2016. Ce film a remporté le Simorgh de cristal au 34e Festival du film de Fajr.